# George Payne
George Payne (?, 1685 körül – New Palace Yard (Westminster, Anglia), 1757. január 23.) angol adóhivatali főtisztviselő, szabadkőműves nagymester.

## Élete

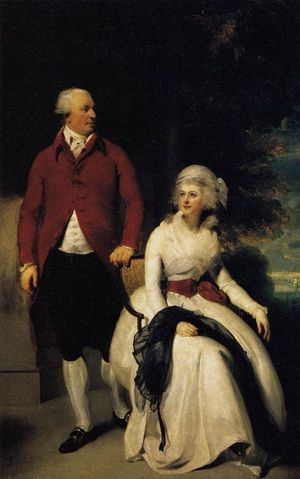
John Julius Angerstein és neje – Thomas Lawrence festménye. Mrs Angerstein, szül. Elizabeth Payne, aki George Payne unokahúgának lánya és Payne keresztlánya volt.

George Payne szülei Samuel Payne of Chester és Frances Kendrick (vagy Kenrick) voltak.  George Payne és felesége, Anne Martha Batson St Stephen's Court-ben éltek (New Palace Yard, Westminster), s nem voltak felnőttkort megért gyermekeik.
George Payne 1732. július 20-tól az Adóhivatal (Tax Office) egyik osztályának (Exchequer) kinevezett titkára, 1743. április 8-tól pedig főtitkára lett.
Fivére, Thomas Payne (1689. december 23. – 1744.) Holme Lacy (Herefordshire) plébánosa volt. Thomas kilenc feljegyzett gyermeke közül ismert Frances Compton (később Amyand) Northampton grófnője, és Catherine Seymour, aki Wells esperesének, Lord Francis Seymournak volt a felesége.

## Szabadkőműves pályafutása
Tagja volt a westminsteri szabadkőműves páholynak, amelynek találkozóhelye a Horn Tavern (Kürt Fogadó) volt. Ez a páholy még ma is működik Royal Somerset House and Inverness Lodge No. 4. néven. 1718-ban megválasztották Anglia első nagypáholyának (Premier Grand Lodge of England) Anthony Sayer utáni második nagymesterévé. 1719-ben egy évig John Desaguliers váltotta fel tisztségében, majd ismét nagymester lett 1720-ban. (Ő volt az utolsó, aki közemberként töltötte be ezt a tisztséget, utána már csak főnemesek, ill. a királyi család tagjai lettek nagymesterek.) Ez idő tájt állította össze a The Constitutions of the Free-masons-t (A szabadkőművesek alkotmánya), amelyet 1722-ben vagy 1723-ban nyomtattak ki. Ez volt az egyik forrása a későbbi, de a szabadkőművesek körében máig elfogadott andersoni alkotmánynak. Páholyának vezetője, főmestere volt 1723-ban, majd 1725-ben helyettes főmesterré választották Richmond hercegének főmestersége alatt (aki egyébként akkor a nagypáholy nagymestere is volt). 1724-ben a II. nagyfelügyelője, 1735-ben pedig helyettes nagymestere lett a nagypáholynak. 1747-ben már az Old King's Arms páholy (ma a  28. sorszámot viseli) tagja volt. 1757-ben őt is beválasztották abba a bizottságba, amelyik a szabadkőműves alkotmány felülvizsgálatát végezte.